# Beskidzka Wyższa Szkoła Umiejętności w Żywcu
Beskidzka Wyższa Szkoła Umiejętności w Żywcu – niepaństwowa wyższa szkoła zawodowa działająca od 2000 roku w Żywcu. Początkowo była to Beskidzka Wyższa Szkoła Turystyki, a obecna nazwa została jej nadana 1 września 2006.
W roku 2012 szkoła dawała możliwość podjęcia kształcenia na czterech kierunkach I stopnia:
- turystyka i rekreacja
- administracja
- fizjoterapia
- pielęgniarstwo.

Zajęcia prowadzą pracownicy naukowi z Uniwersytetu Śląskiego w Katowicach, Uniwersytetu Ekonomicznego w Krakowie, Akademii Wychowania Fizycznego w Krakowie, Akademii Wychowania Fizycznego w Katowicach, Politechniki Śląskiej w Gliwicach, Śląskiego Uniwersytetu Medycznego w Katowicach i Akademii Techniczno-Humanistycznej w Bielsku-Białej.
Uczelnia w stanie likwidacji.